# The Very Best of The Doors (2007)
The Very Best of the Doors è una raccolta pubblicata dal gruppo dei Doors uscita nel 2007 in tre edizioni differenti, singola, doppia e in edizione limitata con un DVD aggiuntivo che contiene un estratto del Tour europeo del 1968. L'assoluta novità di questa raccolta riguarda il mix differente nelle canzoni definito 40TH ANNIVERSARY MIXES.

## Tracce

### Versione Singolo CD
1. Break on Through (To the Other Side) (Jim Morrison)
2. Light My Fire (Robby Krieger)
3. Love Me Two Times (Robby Krieger)
4. Hello, I Love You (Jim Morrison)
5. People Are Strange (Jim Morrison; Robby Krieger)
6. Strange Days
7. Riders on the Storm
8. L.A. Woman (Jim Morrison)
9. Touch Me (Robby Krieger)
10. Roadhouse Blues (Jim Morrison; The Doors)
11. Peace Frog (Jim Morrison; Robby Krieger)
12. Love Street (Jim Morrison)
13. The Crystal Ship (Jim Morrison)
14. Soul Kitchen
15. Love Her Madly (Robby Krieger)
16. Back Door Man (Willie Dixon; Chester Burnett)
17. Alabama Song (Whiskey Bar) (Kurt Weill; Bertolt Brecht)
18. Moonlight Drive (Jim Morrison)
19. The Unknown Soldier
20. The End [edited version from Apocalypse Now]

### Versione Doppio CD (Versione Europea)
Disco 1
1. Break on Through (To the Other Side)
2. Strange Days
3. Alabama Song (Whiskey Bar)
4. Love Me Two Times
5. Light My Fire
6. Spanish Caravan
7. Crystal Ship
8. The Unknown Soldier
9. The End
10. People Are Strange
11. Back Door Man
12. Moonlight Drive
13. End of the Night
14. Five to One
15. When the Music's Over

Disco 2
1. Bird of Prey
2. Love Her Madly
3. Riders on the Storm
4. Orange County Suiter
5. Runnin' Blue
6. Hello, I Love You
7. The WASP (Texas Radio and the Big Beat)
8. Stoned Immaculate
9. Soul Kitchen
10. Peace Frog
11. L.A. Woman
12. Waiting for the Sun
13. Touch Me
14. The Changeling
15. Wishful Sinful
16. Love Street
17. The Ghost Song [Greatest Hits Version @ 4:10 found on the original An American Prayer]
18. Whiskey, Mystics and Men
19. Roadhouse Blues

### Versione Doppio CD (Versione Americana)
Disco 1
1. Break on Through (To the Other Side)
2. Strange Days
3. Alabama Song (Whiskey Bar)
4. Love Me Two Times
5. Light My Fire
6. Spanish Caravan
7. Crystal Ship
8. The Unknown Soldier
9. The End
10. People Are Strange
11. Back Door Man
12. Moonlight Drive
13. End of the Night
14. Five to One
15. When the Music's Over

Disco 2
1. Twentieth Century Fox
2. Love Her Madly
3. Riders on the Storm
4. My Eyes Have Seen You
5. Tell All The People
6. Hello, I Love You
7. The WASP (Texas Radio and the Big Beat)
8. Not to Touch the Earth
9. Soul Kitchen
10. Peace Frog
11. L.A. Woman
12. Waiting for the Sun
13. Touch Me
14. The Changeling
15. Wishful Sinful
16. Love Street
17. The Ghost Song (Shorter Version found as track 2 on the remastered release of An American Prayer @ 2:50)
18. Gloria (Van Morrison) (presente anche in Alive She Cried)
19. Roadhouse Blues

### Disco DVD
Il DVD è un sunto del Live In Europe 1968 e include 4 Live performances che sono: "Light My Fire", "Love Me Two Times", "Spanish Caravan",e "Unknown Soldier" + "Hello, I Love You" che è una versione studio tratta dal TV Show in Germania per un totale di 5 canzoni
All'interno di ogni singola versione CD ci sono dei libretti ben curati con testi, foto e crediti sulla band.

## Classifica
- Billboard Music Charts (North America)

### Album
| Anno | Chart      | Posizione |
| ---- | ---------- | --------- |
| 2007 | Pop Albums | 113       |